# Igor Žofčák
Igor Žofčák (Michalovce, 10 aprile 1983) è un calciatore slovacco, centrocampista e capitano dello Zemplín Michalovce.

## Carriera

### Club
Inizia a giocare nel MFK Zemplín Michalovce, squadra della sua città natale, per poi passare nel 2001 al Ružomberok per la cifra di 20000 €. Gioca 6 stagioni, vincendo una coppa nazionale nel 2005 e il campionato 2006. Nel luglio 2007 si trasferisce ai cechi dello Sparta Praga, che pagano il suo cartellino 180000 €. Per tutto il 2008 è ceduto in prestito allo Jablonec 97 con cui gioca 26 incontri di Gambrinus Liga siglando un goal. Nel corso del 2010, i praghesi vincono la volata scudetto sullo Jablonec e sul Baník. Nel 2011 torna in patria, vestendo la maglia dello Slovan Bratislava. Il 20 gennaio 2015 passa a giocare nel campionato ungherese.

### Nazionale
Dopo aver giocato anche in Under-21, tra il 2004 ed il 2011 ha totalizzato complessivamente 14 partite con la nazionale slovacca.

## Palmarès

### Club

#### Competizioni nazionali
- Campionato slovacco: 1

Ruzomberok: 2005-2006
- Coppa di Slovacchia: 2

Ruzomberok: 2004-2005
Slovan Bratislava: 2012-2013
- Campionato ceco: 1

Sparta Praga: 2009-2010
- Český Superpohár: 1

Sparta Praga: 2010